# Thedford (Nebraska)
La ville de Thedford est le siège du comté de Thomas, dans l’État du Nebraska, aux États-Unis. Sa population s’élevait à 211 habitants lors du recensement de 2000.